# Bigerrioni

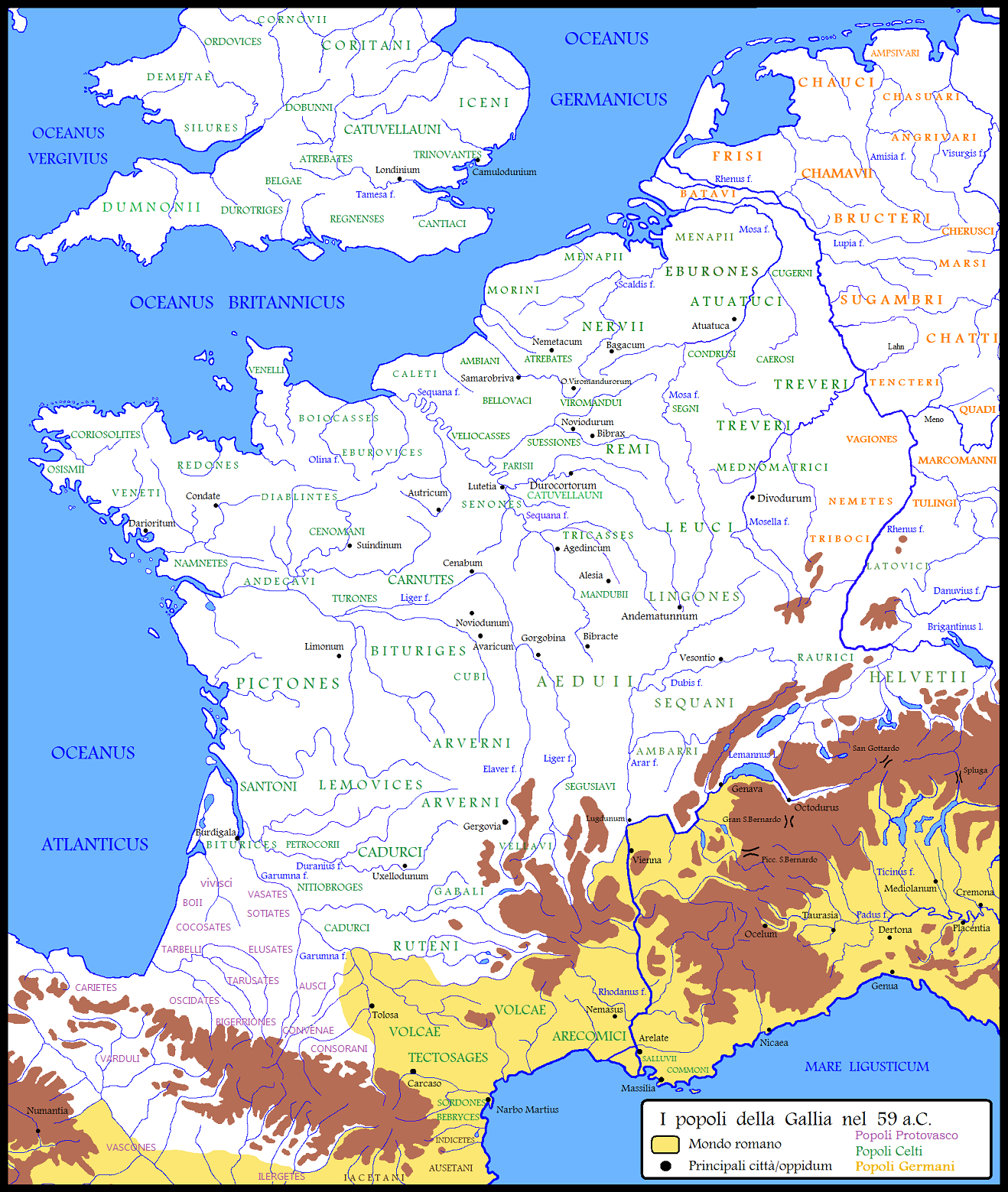
Mappa della Gallia prima della campagna gallica di Cesare nel 59 a.C.

I Bigerrioni (o Bigerri) erano un popolo gallico dell'Aquitania che ha dato il proprio nome all'area geografica della Bigorre.
Essi possedevano la piazzaforte di Castrum Bigorra (Saint-Lézer) poi soppiantata dalla Civitas Turba o Tarba (Tarbes).